# برنارد غولدبرغ
برنارد غولدبرغ (بالإنجليزية: Bernard Goldberg)‏ هو شخصية أعمال أمريكي، ولد في 20 أكتوبر 1925، وتوفي في 27 أغسطس 2010 بسبب مرض آلزهايمر.